# Joseph Delattre
Joseph Delattre, född 20 augusti 1858 i Déville-lès-Rouen, död 6 augusti 1912 i Petit-Couronne, var en fransk målare tillhörande Rouenskolan. Några av hans verk ställdes ut på den femte impressionistiska utställningen 1880.

## Biografi
Delattre var god vän med både Charles Angrand och Claude Monet, som var några av de ivrigaste förespråkarna för nya idéer och impressionismen. Hans första målningar visar starka tecken på influenser från Barbizonskolan, men med tiden blev Delattres stil ledigare och friare. När han tonade ner den konventionella stilen som hans konst förut uppvisade växte allmänhetens missförstånd av hans målningar.
Delattre grundade 1895 den så kallade Académie libre (Den fria akademin, inte att förvirras med Académie Libre ) som låg på gatan rue des Charrettes i Rouen. Studiecirkeln och dess utflykter för att måla friluftsmåleri (en plein air) blev en mötesplats för unga självständiga konstnärer från Rouenskolans nya generation. Han var lärare till både Pierre Dumont och Robert Antoine Pinchon.
Joseph Delattre formande nära band med Léon Jules Lemaître och Charles Frechon. De tre blev mot slutet av 1880-talet kallade för les trois mousquetaires (De tre musketörerna).
Chemin Joseph-Delattre i Barentin är döpt efter honom, precis som Rue Joseph-Delattre i Canteleu, Maromme, Le Mesnil-Esnard, Pavilly och Rouen.
Han var beundrad av en generation konstnärer från Rouen och skrev blygsamt: "Je n'aurai donné qu'un petit son de flûte mais il aura été juste".

## Galleri

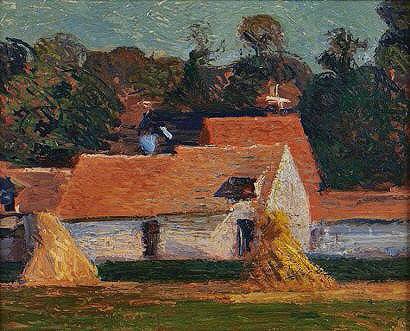
Bondgård vid Déville, privatsamling.
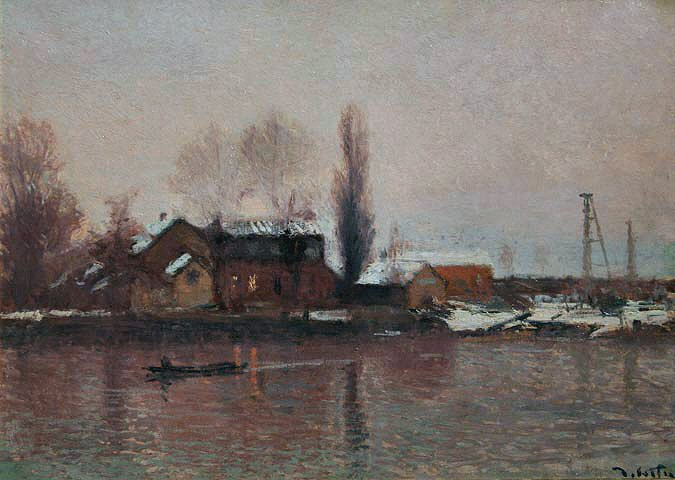
Prairie Saint-Gervais i snö, privatsamling.
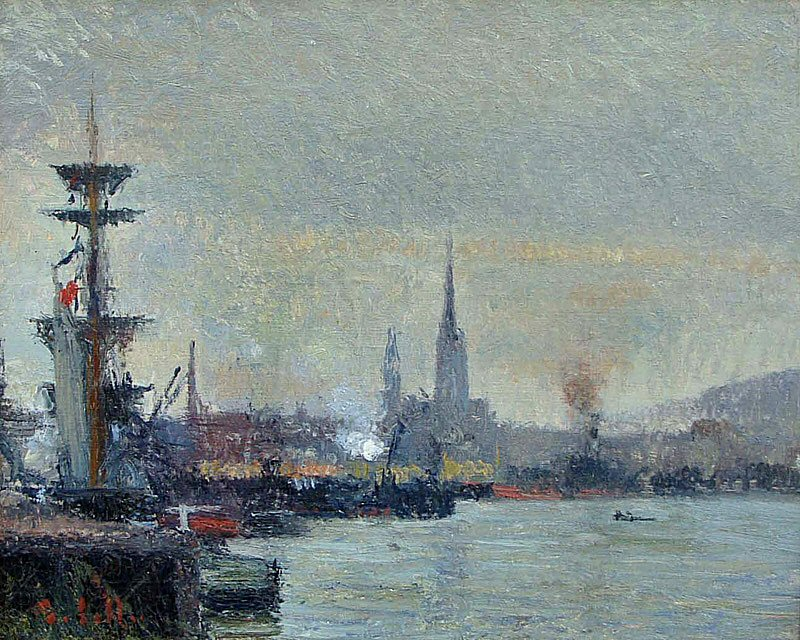
Rouens hamn, privatsamling.
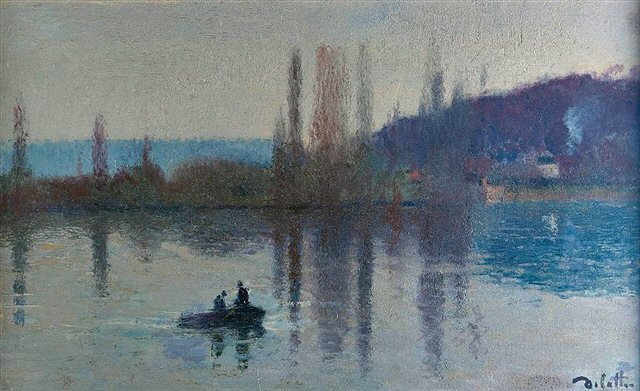
Sjön, privatsamling.